# 华中五味子
华中五味子（学名：Schisandra sphenanthera）为五味子科五味子属下的一个种。
是中药“南五味子”的来源。一些药理成分和五味子有重叠。有效成分也会抑制CYP3A4酶，使其效力减半，因此可能造成以CYP3A4酶代谢的药物代谢减缓。

## 外部連結
- 南五味子 Nanwuweizi（页面存档备份，存于） 中藥材圖像數據庫 (香港浸會大學中醫藥學院) （中文）（英文）
- 南五味子 Nan Wu Wei Zi（页面存档备份，存于） 中藥標本數據庫 (香港浸會大學中醫藥學院) （繁體中文）（英文）
- γ-五味子素 γ-Schisandrin（页面存档备份，存于） 中草藥化學圖像數據庫 (香港浸會大學中醫藥學院) （中文）（英文）
- 五味子丙素 Schizandrin C（页面存档备份，存于） 中草藥化學圖像數據庫 (香港浸會大學中醫藥學院) （中文）（英文）

1. ↑  中国药典2020版第一部 p255 https://db.ouryao.com/yd2020/view.php?id=f9cd62d3e3 （页面存档备份，存于）
2. ↑  冯格, 翟健秀, 陈万生, 熊筱娟, 高守红, 杨阳, 夏天一, 张凤. . 中国医院药学杂志. 2017, 37 (21): 2206–2209,2215  [2025-01-30]. （原始内容存档于2025-02-21）.